# Фокс-Лейк (Висконсин)
Фокс-Лейк (англ.: Fox Lake, Wisconsin) — город в округе Додж, штат Висконсин, США. Население при переписи 2010 года составляло 1519 человек. Город расположен в пределах одноимённой административной единицы «таун» (Town of Fox Lake).

## История
Основанное в 1838 году, Фокс-Лейк было первым поселением в округе Додж. Первыми жителями были индейцы виннебаго, которые назвали местность «Хош-а-рац-а-тах», что означает «добрая земля». Позже этот район был назван Фокс-Лейк («Лисьим озером») по озеру, названному либо в честь индейца виннебаго по имени Большой Лис, который спас пропавшего зверолова, либо из-за английского перевода индийского названия местности.

## География
Фокс-Лейк расположен на 43 ° 33’45 «северной широты, 88 ° 54’35» западной долготы (43,56265, −88,90994).
По данным Бюро переписи населения США, город имеет общую площадь 1,61 квадратной мили (4,17 км2), из которых 1,56 квадратной мили (4,04 км2) является сушей и 0,05 квадратной мили (0,13 км2) — вода.
Озеро Фокс площадью 2713 акров, давшее название городу, находится к северу от него.

## Демография
По данным переписи населения 2010 года в городе проживало 1 519 человек, 663 домохозяйства и 400 семей. Плотность населения была 973,7 жителей на квадратную милю (375,9/км²). Была 801 единица жилья при средней плотности 513,5 на квадратную милю (198,3/км²). Расовый состав города был преимущественно белым (98 %), афроамериканцев 0,3 %, коренных американцев 0,3 %, азиатов 0,3 %; 0,7 % представителей других рас и 0,5 % представителей двух или больше рас. Латиноамериканцы или латиноамериканцы любой расы составляли 2,4 % населения.
Было 663 семей, из которых 27,6 % имели детей в возрасте до 18 лет, проживающих с ними, 45,7 % были супружескими парами, живущими вместе, 8,0 % семей женщины проживали без мужей, 6,6 % семей проживали без жены. и 39,7 % не имели семьи. 31,2 % всех домохозяйств состоят из отдельных лиц; 13,7 % из них — одинокие люди от 65 лет и старше. Средний размер домохозяйства 2,28, а средний размер семьи 2,86.
Средний возраст в городе составлял 42,5 года. 20,9 % жителей были моложе 18 лет; 7,1 % были в возрасте от 18 до 24 лет; 25,3 % были от 25 до 44 лет; 30 % были от 45 до 64 лет; и 16,7 % были 65 лет и старше. Гендерный состав города был 52,0 % мужчин и 48,0 % женщин.

### Перепись 2000 года
По данным переписи 2000 года в городе проживало 1 454 человека, 615 домохозяйств и 373 семьи. Плотность населения была 1036,1 человек на квадратную милю (401,0 / км 2). Было 695 единиц жилья в средней плотности 495,3 за квадратную милю (191,7 / км2). Расовый состав города был белым на 97,32 %, чёрным или афроамериканцем на 0,76 %, коренным американцем на 0,21 %, выходцем из Азии на 0,21 %, жителем островов Тихого океана на 0,00 %, 0,48 % от других гонок и 1,03 % от двух или больше рас. 3,51 % населения составляли латиноамериканцы или латиноамериканцы любой расы.
Существовали 615 семей, из которых 27,2 % имели детей в возрасте до 18 лет, проживающих с ними, 48,0 % были супружескими парами, живущими вместе, 8,3 % семей женщины проживали без мужей, а 39,3 % не имели семьи. 32,8 % всех домохозяйств состоят из отдельных лиц и 15,1 % из них кто-то одиноких людей 65 лет и старше. Средний размер домохозяйства 2,34, а средний размер семьи 2,97.
В городе население было рассредоточено: 23,7 % в возрасте до 18 лет, 8,5 % от 18 до 24 лет, 28,3 % от 25 до 44 лет, 21,9 % от 45 до 64 лет и 17,7 % в возрасте 65 лет и старше. старшая. Средний возраст составлял 38 лет. На каждые 100 женщин приходилось 97,6 мужчин. На каждые 100 женщин в возрасте 18 лет и старше насчитывалось 97,7 мужчин.
Средний доход семьи в городе составлял 36 607 долларов, а средний доход семьи — 44 904 доллара. Средний доход мужчин составлял 33 105 долларов по сравнению с 21 833 долларами для женщин. Доход на душу населения в городе составлял 17 753 доллара. 7,7 % населения и 4,7 % семей находились за чертой бедности. 9,6 % лиц моложе 18 лет и 9,4 % лиц 65 лет и старше жили за чертой бедности.

## Искусство и культура

### Ежегодные культурные мероприятия
Джазовый юбилей Банни Беригана — это ежегодный майский праздник в честь джазового трубача Банни Беригана. Фестиваль начал проводиться в 1973 году и представляет собой трёхдневное мероприятие с участием различных музыкальных исполнителей и презентаций о Беригане.

### Туризм
В 1983 году крупнейшее археологическое открытие штата Висконсин было сделано в Фокс-Лейк. Артефакты раскопок и местной истории выставлены в Историческом музее Фокс-Лейк, расположенном внутри железнодорожного депо Фокс-Лейк 1884 года. Депо находится в списке Национального реестра исторических мест, а внутри депо выставлены модель железной дороги Loop & Junction, рабочая кузница, конгрегационалистская церковь и заправочная станция Sinclair.

## Образование

### Государственные школы
Фокс-Лейк обслуживается школьным округом Waupun. В школьном округе есть несколько школ, включая SAGES, начальную школу Meadow View, среднюю школу Rock River и среднюю школу Waupun. SAGES (Школа сельского хозяйства и экологических исследований) находится в Фокс-Лейке.

### Частные школы
Евангелическо-лютеранская церковь и школа Св. Иоанна — это частная школа с совместным обучением, расположенная в Фокс-Лейке. Он связан с Евангелическо-лютеранским синодом штата Висконсин.

### Библиотеки
В Фокс-Лейк есть городская публичная библиотека.

## Инфраструктура

### Тюрьмы
Исправительное учреждение «Фокс-Лейк» расположено в Фокс-Лейке и представляет собой исправительное учреждение средней степени безопасности для взрослых правонарушителей. Это государственная тюрьма, находящаяся в ведении Департамента исправительных учреждений штата Висконсин.

## Известные люди
- Банни Бериган, джазовый трубач, считал Фокс-Лейк своим родным городом[10].
- Харли Сэнфорд Джонс, генерал ВВС США[18].
- Стоддард Джадд, врач и политик[19].
- Уильям Э. Смит, 14-й губернатор штата Висконсин[20].

## Изображения

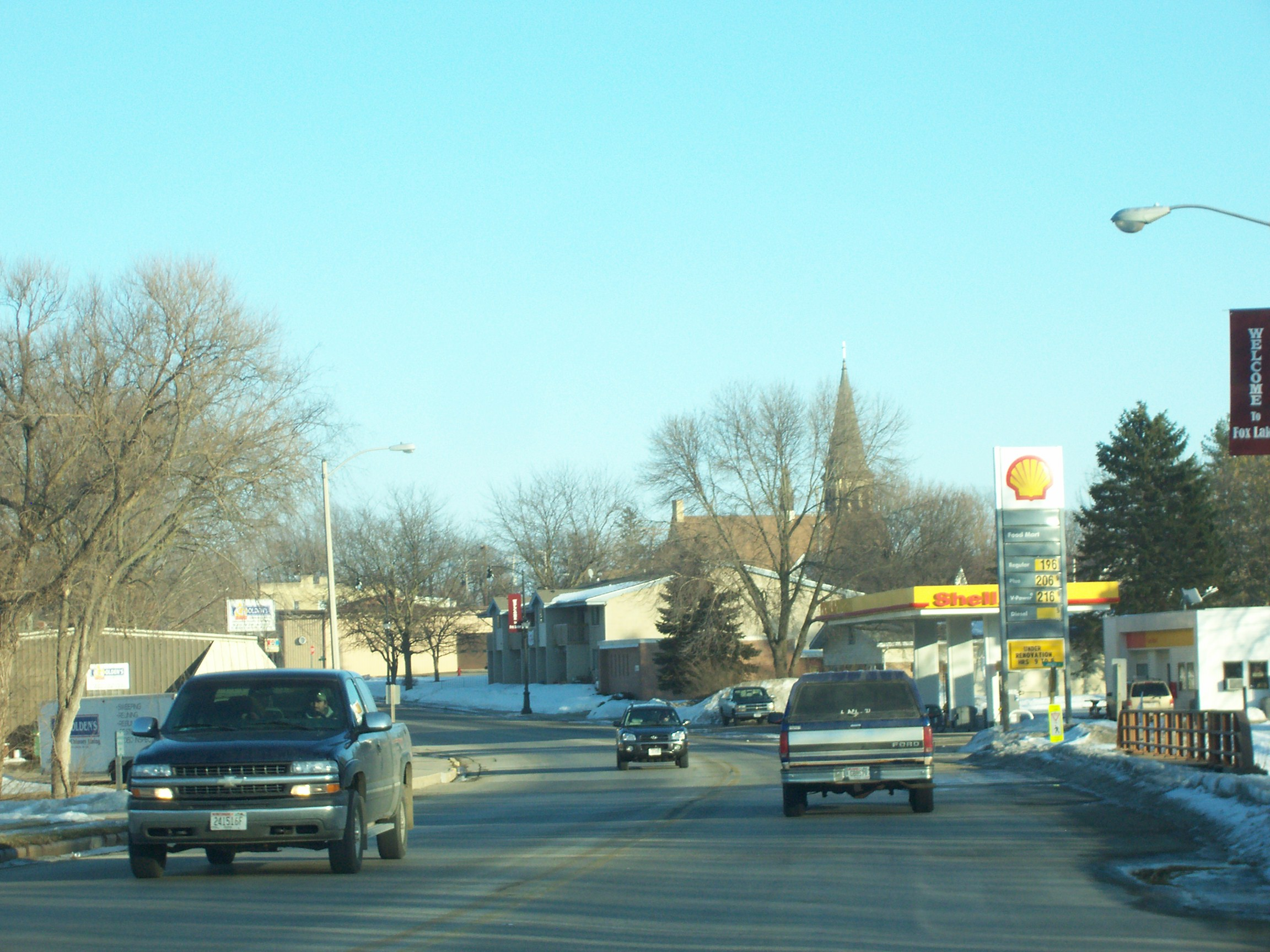
Панорама Фокс-Лейка
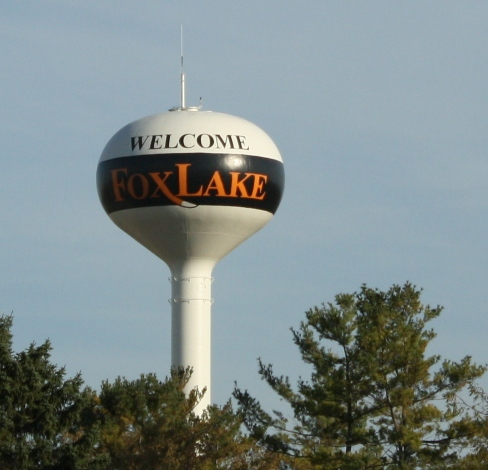
Водяная башня
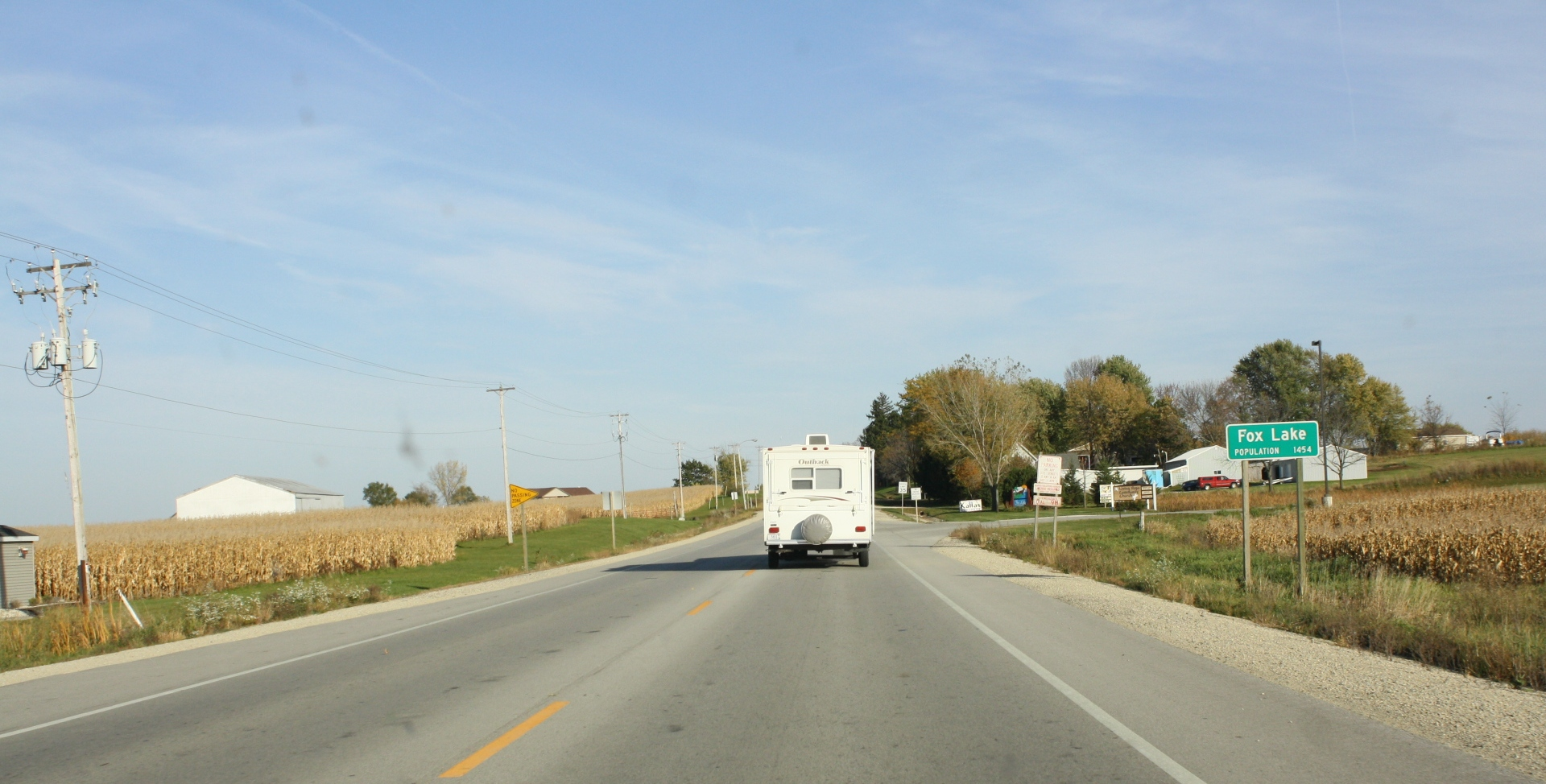
Въезд по Wisconsin Highway 33
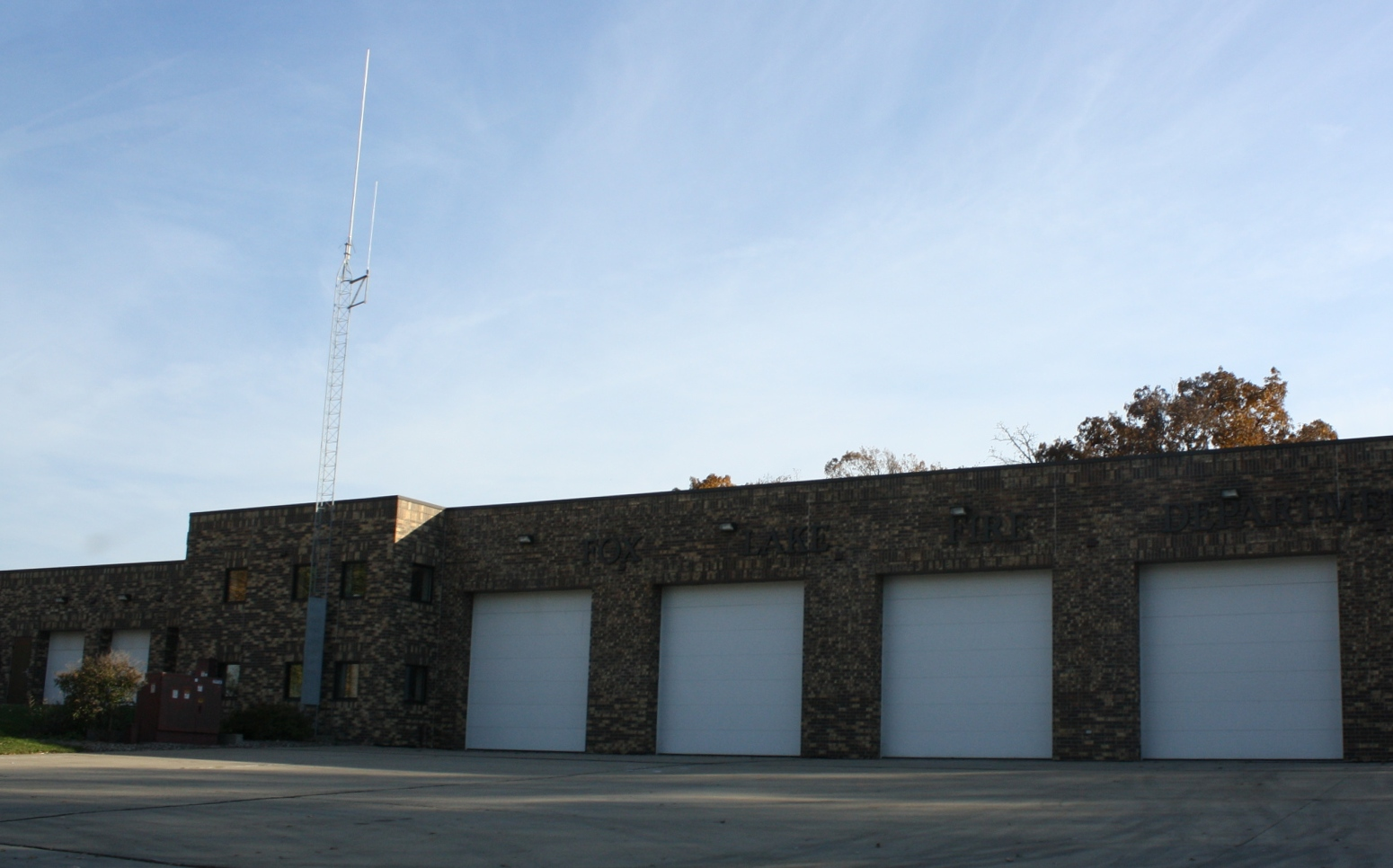
Пожарная станция